# Peter Vaughan
Peter Vaughan, född Peter Ewart Olm den 4 april 1923 i Wem i Shropshire, död 6 december 2016 i Mannings Heath i West Sussex, var en brittisk skådespelare. Han var gift med Billie Whitelaw åren 1952–1966.

## Filmografi i urval
- 1960 – Coronation Street (TV-serie)
- 1961 – Två levande och en död
- 1967 – Spring för livet!
- 1968 – The Bofors Gun
- 1971 – Straw Dogs
- 1972 – Råttfångaren från Hameln
- 1975–1977 – Hem till kåken (TV-serie)
- 1981 – Time Bandits
- 1981 – Den franske löjtnantens kvinna
- 1981 – Winston Churchill: The Wilderness Years (TV-serie)
- 1984 – Den vassa eggen
- 1985 – Brazil
- 1985 - Bleak House (TV-serie)
- 1988 – Ingen rädder för vargen
- 1988 – Identitet okänd (TV-serie)
- 1988 – Krig och hågkomst (TV-serie)
- 1990 – I de månbelysta bergens skugga
- 1991 – Prisoner of Honor (TV-film)
- 1991 - The Case-Book of Sherlock Holmes (TV-serie)
- 1993 – Mörkrets hjärta (TV-film)
- 1993 – Återstoden av dagen
- 1994 – Faderland (TV-film)
- 1996 – Häxjakten
- 1996 - Månstenen (miniserie)
- 1998 – Vår gemensamme vän (TV-serie)
- 1998 – Les Misérables
- 1998 – Pianisten
- 1999 – En idealisk äkta man
- 2004 – The Life and Death of Peter Sellers
- 2004 – The Queen of Sheba's Pearls
- 2005 – Malice Aforethought (TV-serie)
- 2007 – Trångt i kistan
- 2011–2015 – Game of Thrones (TV-serie)